# Synallaxis hellmayri
El pijuí de Hellmayr (Synallaxis hellmayri), también denominado pijuí de Reiser, es una especie de ave paseriforme de la familia Furnariidae perteneciente al numeroso género Synallaxis. Es endémico del noreste árido de Brasil.

## Distribución y hábitat
Se distribuye en el noreste árido de Brasil desde el noreste de Piauí, oeste de Pernambuco, norte de Bahía al extremo norte de Minas Gerais. Registros también en los estados de Ceará, Rio Grande do Norte y Paraiba.

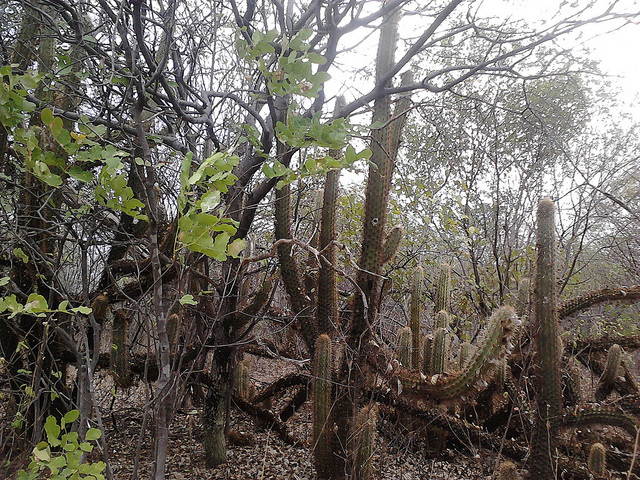
Vegetación de caatinga, el hábitat típico de la especie.

Habita en una variedad de ambientes secos de caatinga, incluyendo áreas de pastoreo hasta los 500 m de altitud. Se creía que era restricta a vegetación con abundancia de la bromelia terrestre Bromelia laciniosa, pero esto aparentemente no es verdad.

## Descripción
Mide 18 a 19 cm de longitud y pesa entre 25 y 26 g. El iris es amarillo anaranjado. Mayormente gris parduzco uniforme con un gran parche negro en la garganta; cobertoras alares de rufo-castaño contrastante; la cola, bastante larga, es negruzca.

## Estado de conservación
El pijuí de Hellmayr había sido calificado anteriormente como «casi amenazado» por la Unión Internacional para la Conservación de la Naturaleza (IUCN) debido a que se pensaba que ocurría en una zona limitada y se sospechaba que su población estaba decayendo por causa de la degradación de sus hábitats de caatinga seca. Sin embargo, se ha verificado que su zona de distribución es bastante mayor y aún no está severamente fragmentada o restringida a unas pocas localidades. Por lo tanto, se lo ha calificado como poco preocupante en la última evaluación.

### Amenazas
A pesar de estar más dispersa y su hábitat ser menos restricto de lo que se pensaba previamente, todavía está amenazada por la conversión para agricultura, pastoreo intensivo, quemadas y utilización de las maderas de la caatinga para carbón vegetal.

## Comportamiento
Forrajean principalmente a los pares, de forma evasiva en la densa maleza y emergiendo de la cobertura para cantar.

### Alimentación
Acostumbra a buscar alimento en el suelo donde predominan bromelias y cactáceas, siendo así un ambiente de difícil acceso. Forrajea con los pies y con su pico revuelve debajo de las hojas secas. Se observó que capturan apenas artrópodos y arañas. El forrajeo en el suelo se debe a las condiciones del hábitat, principalmente en la época seca, donde hay poca vegetación viva.

### Reproducción
El nido es un singular conglomerado de palitos y espinas de cactus que tiene la forma de túnel en la entrada, con una cámara arredondeada al final donde son puestos los huevos. Mide en promedio 700 mm, incluyendo el tubo de entrada. La parte exterior del tubo y la boca son revestidos de espinas de cactus, con el objetivo de impedir el acceso de predadores terrestres como víboras y lagartos. Todo el restante del nido es construido de palitos y en su interior no existen espinas.  Los nidos son, en su gran mayoría, construidos en el suelo, o a alturas que varían de 0,5 a 1 m del suelo, en Cactus chique-chique (Pilocereus gounellei) (el origen de su nombre popular en Brasil). El nido es forrado interiormente de lana del propio chique-chique, donde los huevos son puestos. El período reproductivo se inicia en el mes de febrero y los huevos, de dos a tres, eclosionan a mediados de marzo. Durante la corte el macho ofrece alimento a la hembra y luego se produce el emparejamiento. Los huevos son de color verdoso suave y lustroso. Tanto el macho cuanto la hembra se alternan en la incubación de los huevos y en el calentamiento de las crías durante los primeros días de vida.

### Vocalización
Su llamado más frecuente, común al amanecer o luego enseguida, es un «ka-cheu, ka-cheu, ka-cheu...», a veces continuando por largos períodos. Su canto parece ser un chirrido alto y abrupto que se vuelve un balbuceo y gradualmente se apaga.

## Sistemática

### Descripción original
La especie S. hellmayri fue descrita por primera vez por el ornitólogo austríaco Othmar Reiser en 1905 bajo el mismo nombre científico; su localidad tipo es: «Fazenda Serra, Rio Grande, Bahía, Brasil».

### Etimología
El nombre genérico femenino «Synallaxis» puede derivar del griego «συναλλαξις sunallaxis, συναλλαξεως sunallaxeōs»: intercambio; tal vez porque el creador del género, Vieillot, pensó que dos ejemplares de características semejantes del género podrían ser macho y hembra de la misma especie, o entonces, en alusión a las características diferentes que garantizan la separación genérica; una acepción diferente sería que deriva del nombre griego «Synalasis», una de las ninfas griegas Ionides. El nombre de la especie «hellmayri», conmemora al ornitólogo austríaco - estadounidense Carl Eduard Hellmayr (1878-1944).

### Taxonomía
La especie S. hellmayri fue movida del género monotípico Gyalophylax a Synallaxis de acuerdo con la Propuesta N° 529 al Comité de Clasificación de Sudamérica (SACC), siguiendo a Derryberry et al. (2011), y el nombre científico cambiado de Gyalophylax hellmayri al presente.
Fue previamente llamada Synallaxis griseiventris, pero el nombre estaba pre-ocupado. Algunos autores piensan que es más próxima a Synallaxis hypospodia que a cualquier otra del género; las dos tienen similitudes en la voz y perfil de las rectrices; difiere morfológicamente del presente género al tener 12 rectrices; patas y tarso más gruesos y perfil del pico diferente. Alguna vez fue colocada en Asthenes y descrita por algunos autores como pareciéndose a miembros de este género.